# Ptiloglossa dubia
Ptiloglossa dubia là một loài Hymenoptera trong họ Colletidae. Loài này được Moure mô tả khoa học năm 1945.